# Maria Marten, or: The Murder in the Red Barn
Maria Marten, or: The Murder in the Red Barn è un cortometraggio muto del 1913 scritto, diretto e interpretato da Maurice Elvey.
Il soggetto si ispira al Red Barn Murder, come venne definito l'assassinio di Maria Marten, uccisa nel 1827 dal suo amante, William Corder nel Suffolk. Il colpevole finì impiccato. Il delitto diventò uno dei fatti di cronaca più popolari dell'era vittoriana, ispirando ballate, rappresentazioni teatrali e film. Dal 1902, la vicenda fu portata sullo schermo in numerosi film.

## Produzione
Il film fu prodotto dalla Motograph.

## Distribuzione
Distribuito dalla Motograph, uscì nelle sale cinematografiche britanniche nel dicembre 1913.

## Maria Marten sullo schermo
- Maria Marten: or, The Murder at the Red Barn, regia di Dicky Winslow - interpretata da Mrs. Fitzgerald (1902)
- Maria Marten, regia di William Haggar - interpretata da Violet Haggar (1908)
- Maria Marten, or: The Murder in the Red Barn, regia di Maurice Elvey - interpretata da Elisabeth Risdon (1913)
- Maria Marten, regia di Walter West - interpretata da Trilby Clark (1928)
- Maria Marten, or The Murder in the Red Barn, regia di Milton Rosmer - interpretata da Sophie Stewart (1935)